# Сайн-Витгенштейн-Сайн
Сайн-Витгенштейн-Сайн (нем. Sayn-Wittgenstein-Sayn) — рейнская дворянская династия, ответвление династии Сайн-Витгенштейн с резиденцией в замке Сайн поблизости Бендорфа-на-Рейне.
Ныне небольшое имперское графство в Вестфалии, существовавшее в 1607—1648 годах на землях средневекового графства Сайн.
Через два года после смерти графа Людвига I Сайн-Витгенштейна (1605—1632) из древнего дома Спанхеймов три его сына Георг, Вильгельм и Людвиг достигли соглашения о разделе отцовских владений на графства Сайн-Витгенштейн-Берлебург, Сайн-Витгенштейн-Гахенбург и Сайн-Витгенштейн-Витгенштейн (впоследствии Сайн-Витгенштейн-Гогенштейн с центром в Ласфе).
Поскольку граф Вильгельм фон Сайн-Витгенштейн-Гахенбург (1569—1623) был женат на наследнице графства Сайн (последней представительнице другой ветви Спонхеймов) их сын Эрнст (1594—1632) стал именовать себя графом цу Сайн-Витгенштейн-Сайн. Сыновья же графа Вильгельма от второго брака — Людвиг и Кристиан — получили в наследство Ноймаген и Киршгартхаузен, соответственно.
Спор о наследстве графа Вильгельма привёл к аннексии Сайна со стороны Кёльнского архиепископства. При завершении Тридцатилетней войны (1648 год) было принято решение вернуть графство дочерям покойного графа Эрнста — Эрнестине (1626—1661) и Иоганнете (1632—1701) при регентстве их матери Луизы Юлианы. Из них старшая унаследовала Хахенбург, передав его своему потомству от брака с графом Мандершейдом, а младшая унаследовала Сайн и Альтенкирхен и вышла замуж сначала за ландграфа Гессенского, а потом за герцога Эйзенахского.
В XVIII веке титул графа Сайн-Витгенштейн-Сайн продолжали носить потомки графа Людвига фон Сайн-Витгенштейн-Ноймагена (см. выше). Последний из его потомков по прямой мужской линии умер в 1846 году, а его дочери Елизавета (1845—1883) и Элеонора (1840—1903) поочерёдно были жёнами принца Отто фон Сайн-Витгенштейн-Берлебурга. Такие родственные браки позволяли сохранять родовые владения в доме Витгенштейнов.
Права на вакантный графский титул заявила берлебург-людвигсбургская ветвь рода, которая в середине XVIII века обосновалась в Российской империи и в лице Петра Витгенштейна (1769—1843) достигла исключительно высокого положения при петербургском дворе. Его сын Лев Петрович Витгенштейн (1799—1866), будучи наследником колоссального состояния Радзивиллов, в 1848 году приобрёл в Пруссии развалины родового замка Сайн и построил рядом с ними новую резиденцию в романтическом стиле неоготики. В 1861 году прусская корона даровала ему титул князя Сайн-Витгенштейн-Сайна.
Старший сын Льва Петровича жил в России, но остальные сыновья предпочитали проводить время в Германии, где в 1894—1900 гг. пост рейхсканцлера занимал их зять Хлодвиг Гогенлоэ. Ныне во главе княжеского дома Сайн-Витгенштейн-Сайн стоит Александр цу Сайн-Витгенштейн-Сайн (род. 1943), праправнук Льва Петровича и его второй жены Леониллы Барятинской.